# Vi tänder ett ljus i advent
Vi tänder ett ljus i advent är en adventspsalm, skriven 1984 av Stewe Gårdare (född 1946).

## Inspelningar
En tidig inspelning gjordes av Voice 1984 på albumet Jul i vårt hus.

## Publikation
- Julens önskesångbok, 1997, under rubriken "Advent".
- Psalmer och Sånger 1987 som nummer 810 under rubriken "Kyrkoåret - Advent".[1]
- Hela familjens psalmbok 2013 som nummer 67 under rubriken "Hela året runt".[3]

### Fotnoter
1. 1 2   Psalmer och sånger. Stockholm: Verbum. 2003. Libris 9428395. ISBN 9152655113
2. ↑  ”Svensk mediedatabas”. http://smdb.kb.se/catalog/id/001890009. Läst 17 maj 2011.
3. ↑   Hela familjens psalmbok. Örebro: Libris. 2013. Libris 14011849. ISBN 9789173872997